# Bruuniella
Bruuniella is een geslacht van kreeftachtigen uit de klasse van de Ostracoda (mosselkreeftjes).

## Soorten
- Bruuniella alpha Kornicker & Harrison-Nelson, 2005
- Bruuniella beta Kornicker & Harrison-Nelson, 2005
- Bruuniella breviata Poulsen, 1965
- Bruuniella hazeli Kornicker, 1986